# Jolanta Mazur
Jolanta Mazur – profesor zw. doktor habilitowany nauk ekonomicznych, specjalności: marketing, marketing międzynarodowy, marketing usług, zarządzanie marketingiem. Dziekan Kolegium Gospodarki Światowej SGH, Kierownik Zakładu Marketingu Usług w Instytucie Międzynarodowego Zarządzania i Marketingu SGH, Kierownik Katedry Marketingu Wyższej Szkoły Handlu i Prawa im. Ryszarda Łazarskiego w Warszawie.

## Wybrane publikacje
- 2001 – Zarządzanie marketingiem usług, Difin, Warszawa
- 2002 – Decyzje marketingowe w przedsiębiorstwie, red., Difin, Warszawa
- 2006 – Strategic Alliances in International Distribution Channels, współautorzy: R. Mehta, P. Polsa, R. Xiucheng, A.Dubinsky, Journal of Business Research 59, No 10-11,2006
- 2006 – Dylematy marketingu szkół wyższych, w: Marketingowe zarządzanie szkołą wyższą, red.: G. Nowaczyk, P. Lisiecki, WSB, Poznań
- 2007 – Relacje pomiędzy orientacją przedsiębiorstw na wiedzę a ich wynikami ekonomicznymi, współautorzy: M. Strzyżewska, M. Rószkiewicz, Problemy Zarządzania 4/2007
- 2007 – Umiędzynarodowienie przedsiębiorstw usługowych a ich strategie marketingowe, w: Marketing międzynarodowy. Uwarunkowania, instrumenty, tendencje, red.: E. Duliniec, SGH, Warszawa
- 2007 – Istota i zakres marketingu sportu, współautor: A. Sznajder, Myśl Ekonomiczna i Prawna, 1/2007
- 2008 – Orientacja na wiedzę a wyniki ekonomiczne przedsiębiorstwa, współautorzy: M.Strzyżewska, M. Rószkiewicz, SGH, Warszawa
- 2008 – Orientacja przedsiębiorstw usługowych na wiedzę a orientacja przedsiębiorstw przemysłowych na wiedzę, w: Usługi w Polsce. Nauka, dydaktyka i praktyka wobec wyzwań przyszłości, US, Szczecin